# Didier Anzieu
Didier Anzieu (8. července 1923 Melun – 25. listopadu 1999 Paříž) byl francouzský psychoanalytik.

## Život
Vystudoval filozofii, byl žákem Daniela Lagache. Už na univerzitě se zajímal o psychoanalýzu, jeho diplomová práce byla věnována Freudově sebeanalýze (jejímž prostřednictvím objevil psychoanalýzu). Po studiích Anzieu podstoupil psychoanalýzu u Jacquese Lacana, avšak odešel z ní, když odhalil, že Lacan souběžně léčí jeho matku a neřekl mu o tom. Od té doby choval k Lacanovi nepřátelský postoj, vyčítal mu nedostatek upřímnosti i svévolné zacházení se zásadami psychoanalytické léčby. Přesto byl Lacanem ovlivněn, podobně jako britským psychoanalytikem Wilfredem Bionem, ale i Heinzem Kohutem.
Věnoval se též skupinové analýze. Jeho nejuznávanějším přínosem je koncept „Moi-Peau“ (což lze přeložit zhruba jako „povrchové já“), který zavedl roku 1974. Anzieu říká, že kojenec v nejranějších stadiích vývoje, pokud chce přežít, se nemůže opírat o vnitřní zdroje a potenciály subjektivity, které jsou chabé, ale musí se opřít o „povrch těla“, o pocity zaznamenané na pokožce. Jeho první já je tak „kožní“, povrchové. Proto je tak důležitý dotyk dítěte s matkou, bez něj se struktury subjektu vůbec nevytvoří. Podle Anzieu podobně jako kojenec reaguje i neurotik či psychotik ve vrcholných fázích své choroby, regreduje až k Moi-peau, k já vtělenému do povrchu těla. Proto pro něj může být léčivý i dotyk, který může znovu nastartovat vývoj subjektivity k vyšším formám.
Jak bývá ve francouzské psychoanalýze zvykem, věnoval se také rozborům umění, především díla Samuela Becketta.